# Blanchiment d'aliments
Pour les articles homonymes, voir Blanchiment.
 (octobre 2008).
Si vous disposez d'ouvrages ou d'articles de référence ou si vous connaissez des sites web de qualité traitant du thème abordé ici, merci de compléter l'article en donnant les références utiles à sa vérifiabilité et en les liant à la section « Notes et références ».

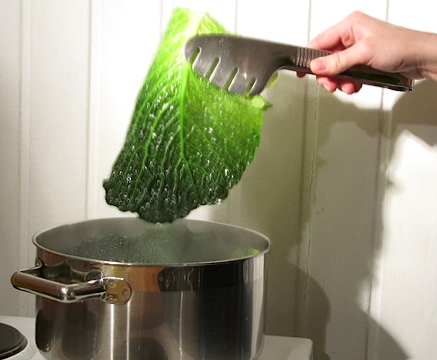
Blanchiment d'un chou vert.

Le blanchiment d'aliments est un traitement thermique consistant à exposer le produit à la chaleur, souvent par immersion dans l'eau bouillante ou dans de la vapeur d'eau à 100 °C. La durée varie selon la technique employée, la nature du produit, la grosseur ou encore l'état de maturité. Ce procédé est notamment utilisé avant l’appertisation, la lyophilisation ou la surgélation.
Le blanchiment permet d'assainir l'aliment en inactivant le système enzymatique responsable de l'altération des vitamines et des qualités organoleptiques et en limitant l'oxydation. De plus, il avive les couleurs des végétaux, ce qui améliore leur aspect, et le remplissage des emballages est facilité par le ramollissement du produit. Cependant, la consistance de l'aliment est altérée et nombre de nutriments sont perdus.

## La technique du blanchiment
La technique varie selon la matière première.
- Le blanchiment à l'eau est utilisé pour les organes végétaux massifs. Il a l'avantage de permettre un traitement homogène et de moduler la température. Mais son rendement énergétique est faible et de nombreuses substances solubles sont lessivées. Un éventuel dispositif de récupération d'eau permet de réduire la quantité de matière rejetée dans l'environnement.

C’est également la technique utilisée dans la cuisine courante : les aliments sont brièvement bouillis, la cuisson devant généralement être terminée par un autre moyen (à la poêle, au four, etc.).
- Le blanchiment à la vapeur est utilisé pour les produits très fragmentés. Le produit est véhiculé par un tapis transporteur dans un tunnel d'environ 15 mètres de longueur plein de vapeur. La vitesse d'avancement du tapis détermine le temps d’exposition à la vapeur. Cette méthode conserve les substances solubles ; mais le blanchiment est moins homogène, la procédure prend de 20 à 40 % de temps en plus, et le coût est plus élevé.